# Scottocalanus corystes
Scottocalanus corystes är en kräftdjursart som beskrevs av Owre och Foyo 1967. Scottocalanus corystes ingår i släktet Scottocalanus och familjen Scolecitrichidae. Inga underarter finns listade i Catalogue of Life.